# Toy (groupe britannique)
Pour les articles homonymes, voir Toy.
Toy, stylisé TOY, est un groupe de rock psychédélique britannique, originaire de Brighton, en Angleterre. Le groupe compte trois albums, un EP et plusieurs singles. En 2015, le groupe collabore avec Natasha Khan sur le projet Sexwitch.

## Biographie
Le groupe est formé en 2010 à Londres par Tom Dougall (le petit frère de Rose Elinor Dougall du groupe The Pipettes) au chant et à la guitare, Dominic O'Dair à la guitare, Maxim Barron à la guitare basse, Charlie Salvidge à la batterie, et Alejandra Diez aux claviers. Tom Dougall, Maxim Barron et Dominic O'Dair  jouaient auparavant dans le groupe Joe Lean & the Jing Jang Jong. En 2011 le groupe joue dans différents festivals et joue en première partie de The Horrors.
Leur premier single left Myself Behind est publié en 2011, le tirage s'écoulant en une journée, il est repressé début 2012. Le groupe sort son premier album éponyme en septembre 2012,,. Au printemps 2013, un single partagé avec Natasha Khan est publié. En octobre 2013, un single baptisé Join the Dots est publié, il précède de quelques semaines la sortie d'un album du même nom.
En 2015, faisant suite au single publié en 2013, le groupe collabore avec Bat for Lashes et le  producteur Dan Carrey au sein du projet Sexwitch et publie un premier album contenant six reprises de morceaux iraniens, marocains et thaïlandais des années 1960 et 1970,. Il comprend six reprises enregistrées en un jour par Carey et publié le 25 septembre.
Alejandra Diez annonce son départ du groupe sur Facebook le 23 septembre 2015. Max Oscarnold des Proper Ornaments la remplace.
En août 2016, le groupe annonce son troisième album et publie le morceau Fast Silver en streaming,. Il est suivi par le morceau I'm Still Believing soutenu par le réalisateur Bunny Kinney en septembre. Leur troisième album, Clear Shot, est publié le 28 octobre 2016 et produit par David Wrench.
Le quatrième album Happy in the Hollow sort le 25 janvier 2019 sur leur nouveau label Tough Love Records.